# دورة ألعاب الكومنولث 2014
دورة ألعاب الكومنولث 2014 أقيمت في غلاسكو باسكتلندا من 23 يوليو إلى 3 أغسطس 2014. افتتحتها رسميا ملكة بريطانيا إليزابيث الثانية. شارك فيها 4947 رياضياً من 71 دولة، تنافسو في 261 حدثاً في 18 رياضة. كان سلتيك بارك هو الملعب الرئيسي للدورة.

## الدول المشاركة
| البلدان والأقاليم المشاركة |
| --- |
| - أنغولا - أنتيغوا وباربودا - أستراليا - البهاما - بنغلاديش - باربادوس - بليز - برمودا - بوتسوانا - الجزر العذراء البريطانية - بروناي - الكاميرون - كندا - جزر كايمان - جزر كوك - قبرص - دومينيكا - إنجلترا - جزر فوكلاند - فيجي - غانا - جبل طارق - غرينادا - غيرنزي - غويانا - الهند - جزيرة مان - جامايكا - جيرزي - كينيا - كيريباتي - ليسوتو - مالاوي - ماليزيا - جزر المالديف - مالطا - موريشيوس - مونتسرات - موزمبيق - ناميبيا - ناورو - نيوزيلندا - نيجيريا - نييوي - جزيرة نورفولك - أيرلندا الشمالية - باكستان - بابوا غينيا الجديدة - رواندا - سانت هيلينا - سانت كيتس ونيفيس - سانت لوسيا - سانت فينسنت والغرينادين - ساموا - اسكتلندا (المستضيف) - سيشل - سيراليون - سنغافورة - جزر سليمان - جنوب أفريقيا - سريلانكا - سوازيلاند - تنزانيا - تونغا - ترينيداد وتوباغو - جزر توركس وكايكوس - توفالو - أوغندا - فانواتو - ويلز - زامبيا |

## جدول الميداليات
| الترتيب | منتخب               | ذهبية | فضية | برونزية | المجموع |
| ------- | ------------------- | ----- | ---- | ------- | ------- |
| 1       | إنجلترا             | 58    | 59   | 57      | 174     |
| 2       | أستراليا            | 49    | 42   | 46      | 137     |
| 3       | كندا                | 32    | 16   | 34      | 82      |
| 4       | اسكتلندا*           | 19    | 15   | 19      | 53      |
| 5       | الهند               | 15    | 30   | 19      | 64      |
| 6       | نيوزيلندا           | 14    | 14   | 17      | 45      |
| 7       | جنوب أفريقيا        | 13    | 10   | 17      | 40      |
| 8       | نيجيريا             | 11    | 11   | 14      | 36      |
| 9       | كينيا               | 10    | 10   | 5       | 25      |
| 10      | جامايكا             | 10    | 4    | 8       | 22      |
| 11      | سنغافورة            | 8     | 5    | 4       | 17      |
| 12      | ماليزيا             | 6     | 7    | 6       | 19      |
| 13      | ويلز                | 5     | 11   | 20      | 36      |
| 14      | قبرص                | 2     | 4    | 2       | 8       |
| 15      | أيرلندا الشمالية    | 2     | 3    | 7       | 12      |
| 16      | بابوا غينيا الجديدة | 2     | 0    | 0       | 2       |
| 17      | الكاميرون           | 1     | 3    | 3       | 7       |
| 18      | أوغندا              | 1     | 0    | 4       | 5       |
| 19      | غرينادا             | 1     | 0    | 1       | 2       |
| 20      | بوتسوانا            | 1     | 0    | 0       | 1       |
| 20      | كيريباتي            | 1     | 0    | 0       | 1       |
| 22      | ترينيداد وتوباغو    | 0     | 3    | 5       | 8       |
| 23      | باكستان             | 0     | 3    | 1       | 4       |
| 24      | البهاما             | 0     | 2    | 1       | 3       |
| 24      | ساموا               | 0     | 2    | 1       | 3       |
| 26      | ناميبيا             | 0     | 1    | 2       | 3       |
| 27      | موزمبيق             | 0     | 1    | 1       | 2       |
| 27      | موريشيوس            | 0     | 1    | 1       | 2       |
| 29      | بنغلاديش            | 0     | 1    | 0       | 1       |
| 29      | جزيرة مان           | 0     | 1    | 0       | 1       |
| 29      | ناورو               | 0     | 1    | 0       | 1       |
| 29      | سريلانكا            | 0     | 1    | 0       | 1       |
| 33      | غانا                | 0     | 0    | 2       | 2       |
| 33      | زامبيا              | 0     | 0    | 2       | 2       |
| 35      | باربادوس            | 0     | 0    | 1       | 1       |
| 35      | فيجي                | 0     | 0    | 1       | 1       |
| 35      | سانت لوسيا          | 0     | 0    | 1       | 1       |
| المجموع | المجموع             | 261   | 261  | 302     | 824     |

## وصلات خارجية
- الموقع الرسمي